# Luciola leii
Luciola leii là một loài bọ cánh cứng trong họ Đom đóm (Lampyridae). Loài này được Fu & Ballantyne miêu tả khoa học năm 2006.